# Thelbridge
Thelbridge – wieś i civil parish w Anglii, w Devon, w dystrykcie Mid Devon. W 2011 civil parish liczyła 337 mieszkańców. Thelbridge jest wspomniana w Domesday Book (1086) jako Talebrige/Talebreia/Talebrua.